# Annopol (kolonia w powiecie kaliskim)
Annopol – kolonia w Polsce położona w województwie wielkopolskim, w powiecie kaliskim, w gminie Lisków.